# Jacques-Cartier (Sherbrooke)
Pour les articles homonymes, voir Jacques Cartier (homonymie).
Jacques-Cartier est l'un des six arrondissements qui constituent la ville de Sherbrooke entre 2001 et 2017. Cette année-là, il est fusionné à l'arrondissement du Mont-Bellevue pour former l'arrondissement des Nations.

## Géographie
Le territoire de l'arrondissement couvre la partie nord de l'ancienne ville de Sherbrooke. Il est situé au nord de la rivière Magog et à l'ouest de la rivière Saint-François. 

## Toponymie
L'arrondissement a été nommé ainsi afin de souligner la présence du parc Jacques-Cartier, le plus grand espace vert de son territoire,.

## Politique et administration

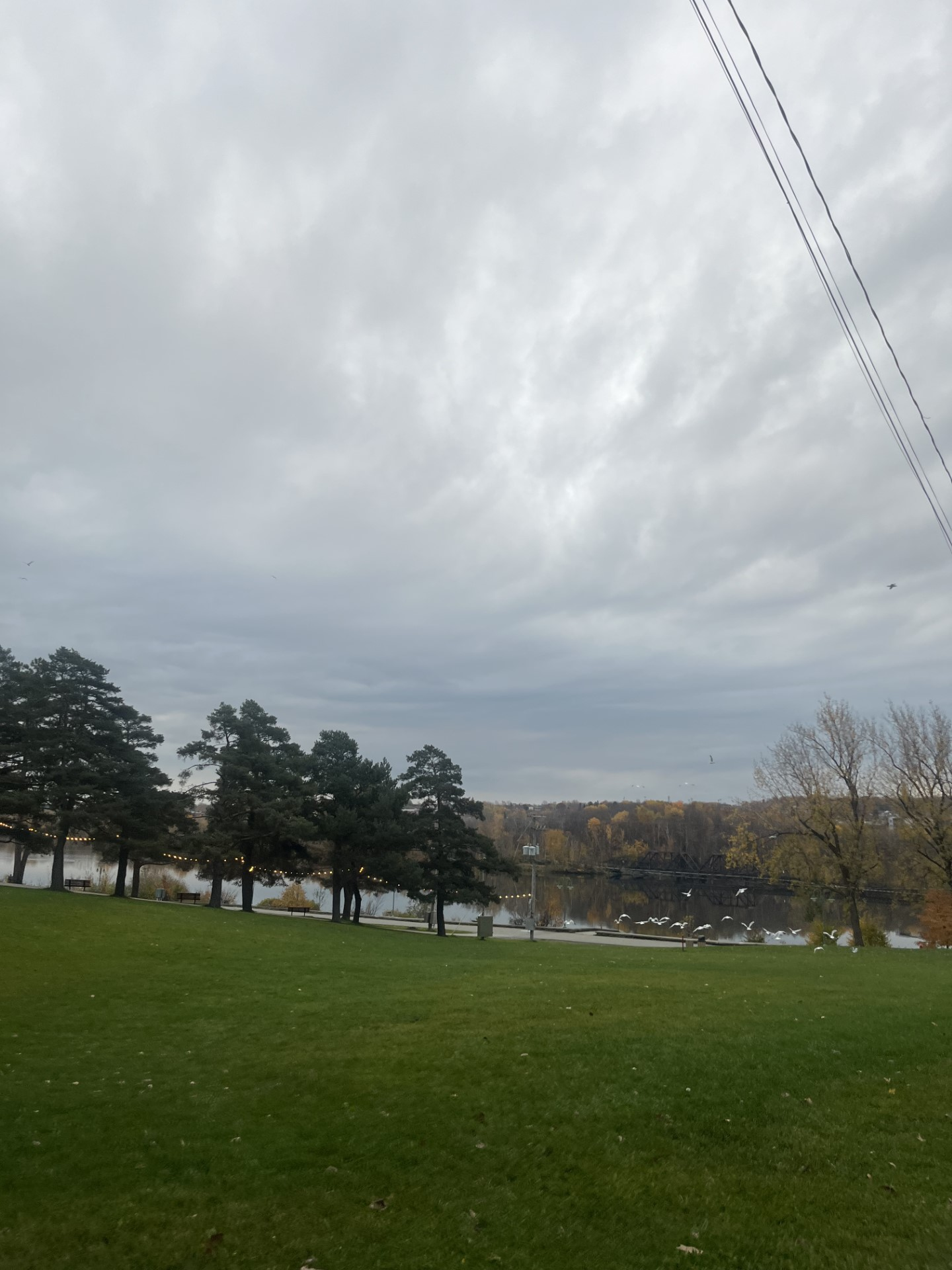
Parc Jacques Cartier longeant la Rivière Magog

L'arrondissement de Jacques Cartier couvre le quartier nord de l'ancienne ville de Sherbrooke. Il est situé au nord de la rivière Magog et à l'ouest de la rivière Saint-François. Il a été nommé ainsi pour souligner la présence du parc Jacques-Cartier. Il est divisé en 4 districts représentés par un conseiller municipal qui siège à la fois au conseil d'arrondissement et au conseil municipal. Les quatre conseillers élisent entre eux celui qui sera président de l'arrondissement.

### Présidente d'arrondissement
- Dany Lachance (2001-2005)
- Chantal L'Espérance (2005-2017)

### District de Beckett (6.1)
Le district de Beckett est situé au sud de l'autoroute 10, entre l'autoroute 410 et la rivière Saint-François. Son nom est inspiré du bois Beckett qui recouvre une partie de ce secteur. Au fil de l'existence du district, les conseillers qui le représentent sont : 
- Jacques Testulat (2001-2009)

- Nathalie Goguen  (2009-2013)

- Christine Ouellet (2013-2017)

### District du Domaine-Howard (6.2)
Le district du Domaine-Howard est situé entre la rivière Saint-François, le boulevard Jacques-Cartier et entre les rues Prospect et la rivière Magog/lac des Nations. Son nom fait référence au domaine Howard situé en son centre. Au fil de l'existence du district, les conseillers qui le représentent sont : 
- Chantal L'Espérance (2001-2017)

### District de Montcalm (6.3)
Le district de Montcalm est situé à l'ouest du boulevard Jacques-Cartier, de part et d'autre du boulevard de Portland. Au fil de l'existence du district, les conseillers qui le représentent sont : 
- Marc Denault (2001-2017)

### District du Carrefour (6.4)
Le district du Carrefour est situé de chaque côté de l'autoroute 410. Il comprend notamment le Carrefour de l'Estrie (le plus gros centre commercial de Sherbrooke) et le parc industriel. Au fil de l'existence du district, les conseillers qui le représentent sont : 
- Dany Lachance (2001-2009)
- Pierre Tardif (2009-2017)